# کارلوس پارا (زاده ۱۹۹۶)
کارلوس پارا (انگلیسی: Carlos Parra؛ زادهٔ ۱۸ فوریهٔ ۱۹۹۶) بازیکن فوتبال اهل اسپانیا است.